# Briton uralkodók listája
A britonok királya címet ókori és középkori uralkodók birtokolták, akik Nagy-Britannia területének déli részén uralkodtak. A britonok uralkodóinak névsorát több évezreden keresztül vezették, és nagyrészt nem alapozható valódi történelmi eseményekre. A régi uralkodók listája erősen keveredett mitológiai alakokkal, sokan közülük más kelta uralkodók, földbirtokosok és hősök közül kerültek ki, sőt a római császárok is könnyen belekerülhettek ebbe a névsorba. Ezek az uralkodók mégis igen fontos szereppel bírtak a középkori Anglia történetében. A hagyományok és mitológiai törvények gyakran befolyásolták a valós történelem eseményeit. Ezért fontos, hogy ismerjük ezen uralkodók sorát.
A következő listát 1136-ban írta meg Geoffrey of Monmouth. Eszerint az első uralkodót Brutusnak nevezték, és a trójai Aeneas leszármazottja volt. Innen eredeztetik magukat a britonok királyai.
| Dinasztia | Uralkodó                 | Uralkodott           | Más név                                       | Megjegyzések |
| --- | ------------------------ | -------------------- | --------------------------------------------- | --- |
| A Trójai-ház királyai |                          |                      |                                               | |
| Trójai | I. Brutus                | Kr. e. 1149–1125     | Brute                                         | A legendák szerint Aeneas szépunokája volt, aki először összefogta a kelta törzseket, és királyként élükre állt. Brutus nevéből származik a brit elnevezés is. |
| Trójai | Locrinus                 | Kr. e. 1125–1105     | Locrine                                       | Brutus idősb fia. |
| Trójai | Gwendolen                | Kr. e. 1105–1090     | -                                             | Locrinus felesége. |
| Trójai | Maddan                   | Kr. e. 1105–1065     | Madan                                         | Locrinus és Gwendolen fia. |
| Trójai | Mempricius               | Kr. e. 1065–1045     | Membyr                                        | Maddan fia. |
| Trójai | Ebraucus                 | Kr. e. 1045–1005     | Ebranck, Efrawg, Efrog                        | Mempiricus fia. |
| Trójai | II. Zöldpajzsú Brutus    | Kr. e. 1005–993      | -                                             | Ebraucus fia. |
| Trójai | Leil                     | Kr. e. 993–968       | -                                             | II. Brutus fia. |
| Trójai | Rud Hud Hudibras         | Kr. e. 968–929       | Run baladr bras                               | Leil fia. |
| Trójai | Bladud                   | Kr. e. 929–909       | Blædud, Blaiddyd                              | Rud fia. |
| Trójai | Leir                     | Kr. e. 909–855       | Lear                                          | Bladud fia. Elveszítette trónját az Albany-házhoz tartozó urakkal szemben.                                                                                     |
| Albany | Maglaurus                | Kr. e. 855–852       | -                                             | Együtt uralkodott Cornwalli Henwinusszal. |
| Cornwalli | Henwinus                 | Kr. e. 855–852       | -                                             | Leir veje. Maglaurus társkirálya. |
| Trójai | Leir                     | Kr. e. 852–849       | ld. fent                                      | Másodjára a trónon. |
| Trójai | Cordelia                 | Kr. e. 849–844       | Cordeilla                                     | Leir leánya. Vele kihal a Trójai-ház, és az Albany urak ismét rövid időre megszerzik a trónt.                                                                  |
| Albany | I. Marganus              | Kr. e. 844–842       | Margan                                        | Leir leányági unokája. Cunedagiusszal együtt uralkodik. |
| A Cornwalli-ház királyai |                          |                      |                                               | |
| Cornwalli | Cunedagius               | Kr. e. 844–811       | Cunedag, Cunneda                              | Henwinus fia. |
| Cornwalli | Rivallo                  | Kr. e. 811–765       | Rival, Rhiwallon                              | Cunedagius fia. |
| Cornwalli | Gurgustius               | Kr. e. 765–681       | Gurgust, Gorust                               | Rivallo fia. |
| Cornwalli | I. Silvius               | Kr. e. 681–632       | Sisilius, Seisyll                             | ? |
| Cornwalli | Jágó                     | Kr. e. 632–604       | Iago, Jaygo, James                            | Gurgustius unokaöccse. |
| Cornwalli | Kimarcus                 | Kr. e. 604–550       | Kimmacus, Cynfarch                            | I. Silvius fia. |
| Cornwalli | Gorboduc                 | Kr. e. 550–487       | Gorbodug, Gorwy, Goronwy                      | ? |
| Cornwalli | Ferrex                   | Kr. e. 487           | -                                             | Gorbudoc fia. Perrex társkirálya. |
| Cornwalli | I. Perrex                | Kr. e. 487–482       | Porrex                                        | Gorbudoc fia. |
| Loegria | Pinner                   | Kr. e. 482–434       | Pinor                                         | Az öt király háborújának idején szerezte meg a trónt, de csak rövid ideig, és akkor sem a teljes királyság területére.                                         |
| A Monmouth-ház királyai |                          |                      |                                               | |
| Monmouth | Dunvallo Molmutius       | Kr. e. 434–394       | Dyfnwal Moelmud                               | ? |
| Monmouth | Belinus                  | Kr. e. 394–372       | -                                             | Dunvallo fia. Brennius társkirálya. |
| Monmouth | Brennius                 | Kr. e. 394–389       | Brennus                                       | Dunvallo fia. |
| Monmouth | Gurguit Barbtruc         | Kr. e. 372–353       | Gurguint, Gwrgant Farfdrwch                   | Belinus fia. |
| Monmouth | Guithelin                | Kr. e. 353–327       | Guintelyn                                     | ? |
| Monmouth | Marcia                   | Kr. e. 327–322       | -                                             | Guithelin felesége. II. Silvius régense. |
| Monmouth | II. Silvius              | Kr. e. 327–312       | Sisilius, Seisyllt map Kyhylyn                | |
| Monmouth | Kinarius                 | Kr. e. 312–309       | Kimarus, Kynvarch map Saessyllt               | II. Silvius fia. |
| Monmouth | Danius                   | Kr. e. 309–299       | Elanius, Dabed map Saessyllt                  | Kinarius testvére. |
| Monmouth | Morvidus                 | Kr. e. 299–290       | Morindus, Morydd map Daned                    | Danius fattyú fia. |
| Monmouth | Gorbonianus              | Kr. e. 290–280       | Gorboman, Gorviniaw map Morydd                | Morvidus fia. |
| Monmouth | Archgallo                | Kr. e. 280–279       | Archigallo, Arthal map Morydd                 | Gorbonianus öccse. Első trónra lépése. |
| Monmouth | Szófogadó Elidurus       | Kr. e. 279–276       | Elidyr map Morydd                             | Morvidus harmadik fia. Első trónra lépése. |
| Monmouth | Archgallo                | Kr. e. 276–266       | ld. fent                                      | Második trónra lépése, 266-ban meghalt. |
| Monmouth | Szófogadó Elidurus       | Kr. e. 266–265       | ld. fent                                      | Másodjára foglalja el a trónt. |
| Monmouth | Ingenius                 | Kr. e. 265–258       | Vigenius, Owain map Morydd                    | Morvidus negyedik fia. Peredurus társkirálya. |
| Monmouth | Peredurus                | Kr. e. 258–256       | Peridurus, Peredur                            | Morvidus ötödik fia. |
| Monmouth | Szófogadó Elidurus       | Kr. e. 256–252       | ld. fent                                      | Harmadjára a britonok trónján, 252-ben meghalt. |
| Monmouth | Ismeretlen uralkodó      | Kr. e. 252–242       | -                                             | Gorbonianus király gyermeke, akinek neve nem őrződött meg. |
| Monmouth | II. Marganus             | Kr. e. 242–228       | Morgan mab Arthal                             | Arthal fia. |
| Monmouth | Enniaunus                | Kr. e. 228–221       | Emerianus, Einion mab Arthal                  | II. Marganus öccse. |
| Monmouth | Idvallo                  | Kr. e. 221–201       | Ydwallo, Eidwal mab Owain                     | Ingenius fia. |
| Monmouth | Runo                     | Kr. e. 201–185       | Rimo, Rhun map Peredyr                        | Peredurus fia. |
| Monmouth | Gerennus                 | Kr. e. 185–165       | Geruntius, Geraint map Elidyr                 | Elidurus fia. |
| Monmouth | Catellus                 | Kr. e. 165–155       | Gatellus, Kadell map Geraint                  | Gerennus fia. |
| Monmouth | Millus                   | Kr. e. 155–145       | Coilus                                        | Catellus fia. |
| Monmouth | II. Porrex               | Kr. e. 145–140       | Ffervex                                       | Millus fia. |
| Monmouth | Cherimus                 | Kr. e. 140–139       | Cherimun map Ffervex                          | II. Porrex fia. |
| Monmouth | Fulgenius                | Kr. e. 139–138       | Fulgentius, Ffylginiws map Cherin             | Cherimus fia. |
| Monmouth | Edadus                   | Kr. e. 138–137       | Eldred, Eidal map Cherin                      | Fulgenius öccse. |
| Monmouth | Andragius                | Kr. e. 137–136       | Androgeus, Andras                             | Edadus öccse. |
| Monmouth | Urianus                  | Kr. e. 136–133       | Yrien mab Andras                              | Andragius fia. |
| Sorshúzással választott királyok |                          |                      |                                               | |
| Választott király | Eliud                    | Kr. e. 133–128       | Elihud                                        | |
| Választott király | Cledaucus                | Kr. e. 128–123       | Dedantius, Clydog                             | |
| Választott király | Clotenus                 | Kr. e. 123–121       | Detonus, Klydno                               | |
| Választott király | Gurgintius               | Kr. e. 121–118       | Girguineus, Gorwst                            | |
| Választott király | Merianus                 | Kr. e. 118–116       | Mairiawn                                      | |
| Választott király | Bledudo                  | Kr. e. 116–114       | Bleduus, Blaiddyd                             | |
| Választott király | Cap                      | Kr. e. 114–111       | Capenus, Caff                                 | |
| Választott király | Oenus                    | Kr. e. 111–109       | Ovinus                                        | |
| Választott király | III. Silvius             | Kr. e. 109–107       | Sisilius, Saessyllt                           | |
| A Beldgabred-ház királyai |                          |                      |                                               | |
| Beldgabred | Beldgabred               | Kr. e. 107–97        | Beldgabedrus, Blegywyrd                       | |
| Beldgabred | Archmail                 | Kr. e. 97–95         | Archimalus, Arthmael                          | Beldgabred öccse. |
| Sorshúzással választott királyok |                          |                      |                                               | |
| Választott király | Eldol                    | Kr. e. 95–91         | Eldolus, Eidol mab Arthmael                   | |
| Választott király | Redion                   | Kr. e. 91–89         | Rodianus, Rydion mab Arthmael                 | |
| Választott király | Redechius                | Kr. e. 89–86         | Redargius, Rhydderch mab Arthmael             | |
| Választott király | Samuil                   | Kr. e. 86–84         | Samulius, Sawyl Penuchel                      | |
| Választott király | Penessil                 | Kr. e. 84–81         | Penisillus                                    | |
| Választott király | Pir                      | Kr. e. 81–79         | Phyrrus                                       | |
| A Capoir-ház királyai |                          |                      |                                               | |
| Capoir | Capoir                   | Kr. e. 79–77         | Caporius, Kapeur                              | |
| Capoir | Digueillus               | Kr. e. 77–73         | Dinellus, Manogan map Kapeur                  | Capoir fia. |
| Capoir | Heli                     | Kr. e. 73–72         | Beli Mawr                                     | Digueillus fia. |
| Capoir | Lud                      | Kr. e. 72–61         | Lludd map Beli Mawr                           | Heli fia. |
| Capoir | Cassivelaunus            | Kr. e. 61–48         | Caswallawn                                    | Heli fia. |
| Capoir | Tenvantius               | Kr. e. 48 – Kr. u. 1 | Tasciovanus                                   | Cassivelaunus unokája. |
| Capoir | Cymbeline                | 1–40                 | Cunobelinus, Kynobellinus, Cynfelyn           | Tenvantius fia. |
| Capoir | Guiderius                | 40–43                | Togodumnud, Gwydr                             | Cymbeline fia. |
| Interregnum: 43–61 |                          |                      |                                               | |
| Capoir | Arvirargus               | 61–74                | Gweyrydd                                      | Cymbeline fia. |
| Capoir | Marius                   | 74–125               | Meurig, Mayric                                | Arvirargus fia. |
| Capoir | I. Coel                  | 125–150              | Cole, Coilus                                  | Marius fia. |
| Capoir | Szent Lucius             | 150–180              | Lleirwg Mawr                                  | I. Coel fia. |
| Interregnum: 180–208 |                          |                      |                                               | |
| Vegyesházi királyok |                          |                      |                                               | |
| Sulgenius | Sulgenius                | 208–211              | -                                             | A római hadak ellen küzdő briton vezér. |
| Severus | Geta                     | 211–212              | -                                             | Teljes nevén: Publius Septimius Geta. Római császár is, aki Caracallával együtt uralkodott.                                                                    |
| Severus | Caracalla                | 211-217              | Bassianus                                     | Teljes nevén: Septimius Bassianus Caracalla. Római császár is, akinek halála után katonai diktatúrák harcoltak a britonok földjén.                             |
| Interregnum: 217–286 |                          |                      |                                               | |
| Római | Carausius                | 286–293              | Marcus Mausaeus~                              | Római hadvezér, aki a katonacsászárok uralmának leáldoztával önkényesen elfoglalta a briton trónt.                                                             |
| Római | Allectus                 | 293–296              | Caius~                                        | Szintén római trónbitorló. |
| Római | Asclepiodotus            | 296–305              | Julius~                                       | Római parancsnok, aki átvette a britonok földje feletti hatalmat.                                                                                              |
| Votadinus | II. Coel, az öreg király | 305                  | Cole                                          | |
| Római | Sápadt Constantius       | 305–306              | Flavius Valerius~ Chlorus                     | Római császár is volt. |
| Római | I. Constantinus          | 306–312              | Flavius Valerius~                             | Római császár, aki 312-ben elveszítette ezen területeket. |
| Gewissei | Octavius                 | 312                  | Eudaf Hen                                     | I. Constantinus féltestvére. Első trónra lépése. |
| Votadinus | Trahern                  | 312–313              | Trahaearn                                     | II. Coel testvére. |
| Gewissei | Octavius                 | 313–383              | ld. fent                                      | Második trónra lépése. |
| Votadinus | Maximus                  | 383                  | Magnus Clemens~                               | Római császár is. |
| Dumnonius | Caradocus                | 383                  | Karadawc                                      | |
| Dumnonius | Dionotus                 | 383–388              | -                                             | Caradocus testvére. |
| Interregnum: 388–407 |                          |                      |                                               | |
| Római | Szabad Gratianus         | 407                  | ~Municeps                                     | |
| Bretagne | II. Constantinus         | 407-409              | Flavius Claudius~                             | |
| Bretagne | Constans                 | 409                  | -                                             | III. Constantinus fia. |
| Interregnum: 409–425 |                          |                      |                                               | |
| Gewissei | Vortigern                | 425–466              | Guorthigirn, Gwrtheym, Wyrtgeorne, Foirtchern | |
| Gewissei | Vortimer                 | 466–471              | Guorthemer                                    | Vortigern fia. |
| Gewissei | Vortigern                | 471–480              | ld. fent                                      | Másodjára a trónon. |
| Bretagne | Aurelius Ambrosius       | 480–496              | Embereis Guletic, Emrys Wledig                | |
| Bretagne | Uther Pendragon          | 496                  | Ythr Ben Dragwn, Wthyr Bendragon              | |
| Bretagne | Artúr                    | 496–537              | Artus                                         | Uther fia. |
| Dumnonius | III. Constantinus        | 537–538              | Bengegit Custennin                            | |
| Bretagne | Aurelius Conanus         | 538–539              | ~Caninus, Cynan Wledig                        | III. Constantinus unokaöccse. |
| Dyfed | Vortiporius              | 539–540              | Gwrthefyr, Gourtepir                          | |
| Gwynedd | Malgo                    | 540–549              | Maelgwn Hir                                   | |
| ? | Keredic                  | 549–554              | Cerdic, Ceredig                               | |
| Interregnum: 554–615 |                          |                      |                                               | |
| Gwynedd | Cadvan                   | 615–620              | Cadfan, Catamanus, Gideon                     | |
| Gwynedd | Cadwallo                 | 620–634              | Cadwallon                                     | Cadvan fia. |
| Interregnum: 634–655 |                          |                      |                                               | |
| Gwynedd | Cadwallader              | 655–664              | Cadwaladr Fendigaid, Catuvelladurus           | Cadwallo fia. |
| 664-ben a brit szigeteket elözönlő angolszász népek végleg visszaszorították a britonok uralmát. Egyesek a mai Bretagne-ba menekültek, míg a briton Gwynedd-ház Walesben uralkodott tovább egészen a 13. századig, amikor az angolok leigázták az országot. |                          |                      |                                               | |

## Fordítás
- Ez a szócikk részben vagy egészben  a   List of legendary kings of Britain című angol Wikipédia-szócikk fordításán alapul.  Az eredeti cikk szerkesztőit annak laptörténete sorolja fel. Ez a jelzés csupán a megfogalmazás eredetét és a szerzői jogokat jelzi, nem szolgál a cikkben szereplő információk forrásmegjelöléseként.